# Parapiesma quadratum
Parapiesma quadratum är en insektsart som först beskrevs av Franz Xaver Fieber 1844.  Parapiesma quadratum ingår i släktet Parapiesma, och familjen mållskinnbaggar. Arten är reproducerande i Sverige.